# Рябкин, Сергей Николаевич
Сергей Николаевич Рябкин (Пустой шаблон {{ВД-Преамбула}} ) — советский и российский хоккеист, нападающий.

## Биография
Воспитанник челябинского «Трактора», тренер Николай Бец. Выступал за команды «Металлург» / «Мечел» Челябинск (1986/87 — 1987/88, 1990/91), СКА Свердловск (1988/89 — 1989/90), «Трактор» и «Рубин» Тюмень (два матча, обе — 1991/92), «Булат» Темиртау (1992/93), «Авангард» Омск (1993/94), «Авангард-2» (1994/95), «УралАЗ» Миасс (1994/95 — 1996/97), «Уйпешт» (Венгрия, 199495), «Звезда» Чебаркуль (1996/97), «Ижсталь» Ижевск (1997/98), «Политехник» Челябинск (1998/99), «Сталь» Аша (1999/2000), СКиЧ (Снежинск, 2000/01 — 2002/03), «Университет» Оренбург (2003/04).